# Битва при Яссине
Битва при Яссине (нем. Schlacht um Jassini) — одно из сражений на Восточно-Африканском театре военных действий Первой мировой войны, произошедшее 18—19 января 1915 года.

## Предыстория
К началу 1915 года германские патрули были постепенно оттеснены британцами за границу Британской Восточной Африки, а затем британцы заняли Яссини в 50 км к северу от Танги. Леттов-Форбек решил нападением на Яссини выманить противника из лагерей и разгромить его в открытой местности.

## Ход боевых действий
Перебросив войска по железной дороге и оставив в Танге для охраны всего одну роту, немцы к вечеру 17 января сосредоточили у плантации Тотохову в 11 км южнее Яссины 9 рот при двух орудиях. Майор Келлер с двумя ротами был назначен для охвата справа, капитан Адлер с двумя другими ротами — для охвата слева, арабский отряд расположили северо-западнее на дороги из Семанджи; капитан Отто наступал с 9-й ротой прямо на Яссину, а за ним следовали главные силы. Движение было рассчитано так, чтобы с раннего утра последовала атака на Яссини с трёх сторон.
Нападение было неожиданным для британцев, но оказалось, что в Яссини имеется отлично замаскированный форт, в котором укрылось четыре индийские роты, поэтому завязался жаркий бой. С севера к британцам подошли подкрепления, которые трижды пытались атаковать немцев, но были отбиты. С севера и северо-запада также подходили британские колонны; арабский отряд разбежался, но немецкие роты остановили противника и отбросили его с большими потерями. Однако немцам не удавалось захватить британские укрепления, которые не могла разрушить даже подтянутая на дистанцию 200 м артиллерия.
Бой продолжался и ночью. Утром 19 января британский гарнизон сделал неудачную вылазку, после чего, в условиях полного окружения и отсутствия воды, выкинул белый флаг.

## Итоги и последствия
Британцы были вынуждены отступить за линию границы; так как новое нападение было маловероятно, то немцы, оставив лишь небольшой отряд для противодействия патрулям, также отвели войска из Яссины. Несмотря на одержанную победу, немцы понесли значительные потери в офицерах, которые не могли восполнить будучи отрезанными от Европы.